# Music For Life 2012
Music For Life 2012 was een bewustmakingscampagne rond dementie die georganiseerd werd door de Belgische radiozender Studio Brussel. Het was de eerste van een nieuwe reeks jaarlijkse benefietacties na de succesvolle Music For Life-reeks met een ander concept, ten voordele van het Rode Kruis-Vlaanderen. De slagzin van de actie was Een week om nooit te vergeten, verwijzend naar het centrale thema dementie. De actie vond plaats van 14 december 2012 tot en met 21 december 2012.
De actie had als doel het taboe rond dementie in Vlaanderen te doorbreken. Daartoe werden verschillende acties opgezet, allemaal begeleid door de dagelijkse non-stop live-uitzending op de radiozender. Voor de campagne werd samengewerkt met het Expertisecentrum Dementie Vlaanderen.

## Acties

### Song for Life
Tijdens de week live-uitzending werden enkel en alleen maar zogenaamde Songs for Life uitgezonden. Dit zijn nummers die door alle luisteraars konden aangevraagd worden. De voorwaarde was dat er een sterke herinnering aan het lied vasthing. Enkele luisteraars werden uitgenodigd om de herinnering bij het liedje opnieuw te beleven, zo werden onder andere verschillende openingsdansen in de Studio Brussel-studio opnieuw beleefd. Er werden ook verschillende artiesten uitgenodigd die hun aangevraagde nummers live brachten in de studio.

### Badge for Life
Reeds enkele dagen voor de aftrap van de actie waren de Badges for Life in heel Vlaanderen te koop. Er werd aan iedereen gevraagd de badge te spelden op de kleding om zo dementie bespreekbaar te maken en steun te tonen voor de actie. De badges waren reeds in het midden van de week uitverkocht.
Tijdens de actieweek waren er honderden evenementen, georganiseerd door iedereen die dat wilde waarop de badgedragers bedankt werden. 

### De Betties
Reeds lang voor de actie werd de zanggroep De Betties opgericht. Deze bestond enkel en alleen uit mensen met dementie die verbleven in het Huis Perrekes in Geel. Het doel was dat zij tegen het einde van de actie het lied Follow Me van Muse konden brengen op een concert van die groep. Op 18 december slaagden zij hierin in het Sportpaleis te Antwerpen.